# Seznam narodnih herojev Jugoslavije (H)
Seznam narodnih herojev Jugoslavije, katerih priimki se začnejo na črko H.

## Seznam
- Hamzo Hamzić (1924–1944), za narodnega heroja proglašen 27. novembra 1953.
- Rade Hamović (1916–2009), z redom narodnega heroja odlikovan 23. julija 1952.
- Ivan Hariš (1903–1989), z redom narodnega heroja odlikovan 25. septembra 1944.
- Mithat Haćam (1917–1942), za narodnega heroja proglašen 20. decembra 1951.
- Halil Hadžimurtezić (1915–2007), z redom narodnega heroja odlikovan 27. novembra 1953.
- Kasim Hadžić (1904–1942), za narodnega heroja proglašen 26. julija 1949.
- Milenko Hadžić (1902–1941), za narodnega heroja proglašen 27. novembra 1953.
- Albin Herljević (1916–1942), za narodnega heroja proglašen 27. novembra 1953.
- Franjo Herljević (1915–1998), z redom narodnega heroja odlikovan 20. decembra 1951.
- Jože Hermanko (1901–1941), za narodnega heroja proglašen 27. novembra 1953.
- Nikola Hećimović Bracija (1920–1944), za narodnega heroja proglašen 20. decembra 1951.
- Većeslav Holjevac (1917–1970), z redom narodnega heroja odlikovan 23. julija 1951.
- Alojz Hohkraut (1901–1942), za narodnega heroja proglašen 27. novembra 1953.
- Fadilj Hodža (1916–2001), z redom narodnega heroja odlikovan 6. julija 1953.
- Avdo Hodžić (1921–1943), za narodnega heroja proglašen 5. julija 1951.
- Husein Hodžić (1914–1942), za narodnega heroja proglašen 27. novembra 1953.
- Janez Hribar (1918–1978), z redom narodnega heroja odlikovan 27. novembra 1953.
- Janez Hribar Tone (1909–1967), z redom narodnega heroja odlikovan 21. julija 1953.
- Rudolf Hribernik (1921–2002), z redom narodnega heroja odlikovan 21. julija 1953.
- Žan Hrovat (1915–1970), z redom narodnega heroja odlikovan 27. novembra 1953.
- Avdo Humo (1914–1983), z redom narodnega heroja odlikovan 27. novembra 1953.